# Peter Ramsey

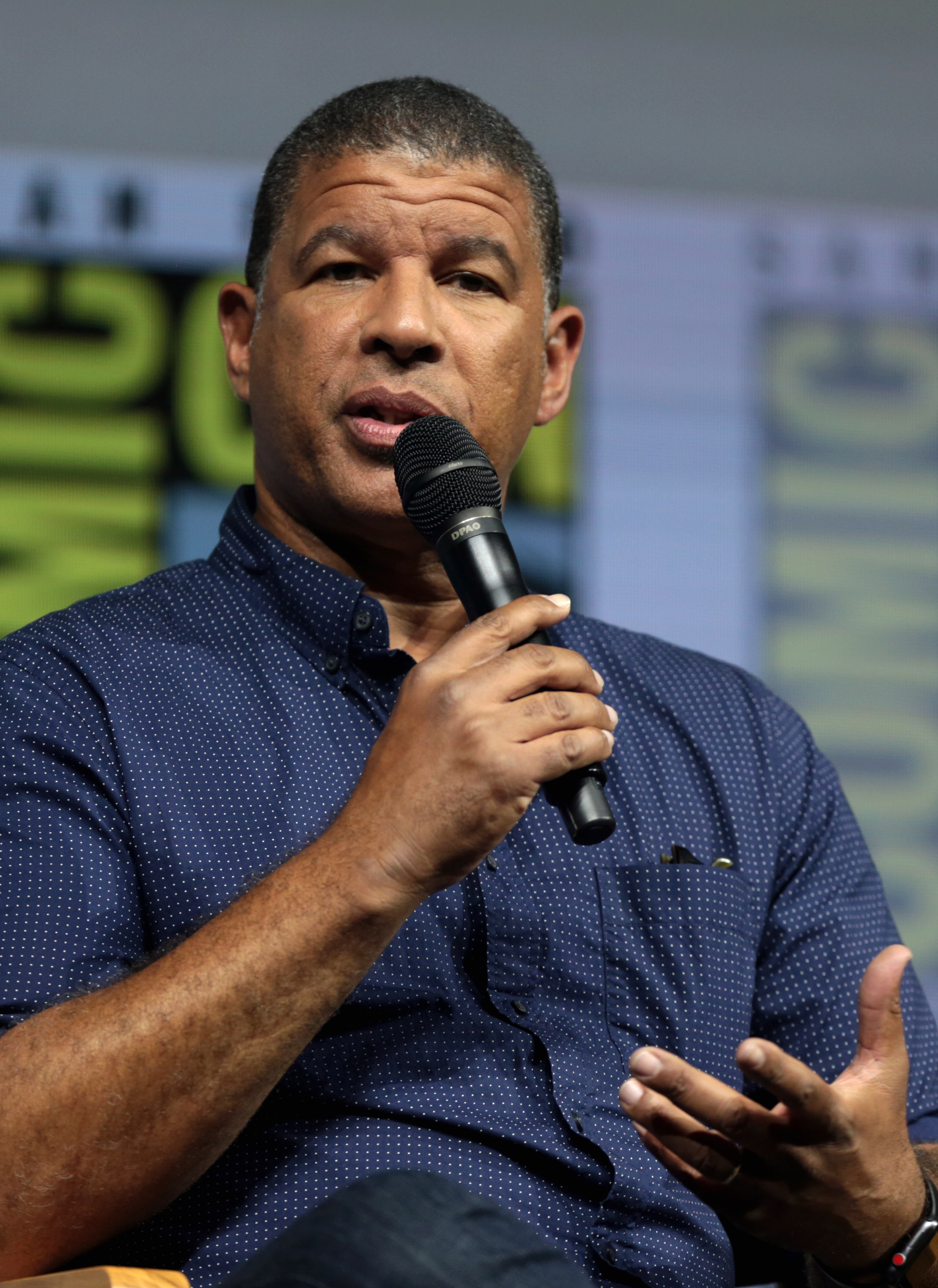
Peter Ramsay

Peter A. Ramsey (* 23. Dezember 1962 in Crenshaw, Los Angeles) ist ein US-amerikanischer Filmregisseur, Illustrator und Drehbuchautor.

## Leben
Peter Ramsey wuchs in Crenshaw, Los Angeles auf. Seinen Abschluss machte er an der Palisades Charter High School. Anschließend studierte er zwei Jahre Malerei an der University of California, Los Angeles und besuchte später das Los Angeles City College, wo er Filmkurse belegte.
In Hollywood begann er Storyboards für Filme wie Predator 2 (1990), Tank Girl (1995), Independence Day (1996), Men in Black (1997) und A.I. – Künstliche Intelligenz (2001) zu erarbeiten. Außerdem war er Second Unit Director bei Tank Girl, Poetic Justice, Higher Learning und Godzilla.
Aron Warner, Produzent von Tank Girl, überredete ihn dazu, sich DreamWorks Animation anzuschließen. Für diese erstellte er als Story Artist die Drehbücher für Shrek der Dritte (2007) und Shrek – Oh du Shrekliche (2008).
2009 war er erstmals als Regisseur tätig für den Kurzfilm Monsters vs Aliens: Mutanten-Kürbisse aus dem Weltall (2009). Er führte außerdem Regie bei Die Hüter des Lichts (2012), einem Animationsfilm basierend auf der Buchserie The Rise of the Guardians von William Joyce. Damit wurde er der erste schwarze Künstler, der bei einem Blockbuster-Animationsfilm Regie führte.
2018 folgte Spider-Man: A New Universe, das ihm zusammen mit seinen Co-Regisseuren Bob Persichetti und Rodney Rothman einen Oscar in der Kategorie Bester Animationsfilm einbrachte.

## Filmografie
Als Regisseur
- 2009: Monsters vs Aliens: Mutanten-Kürbisse aus dem Weltall (Monsters vs. Aliens: Mutant Pumpkins from Outer Space)
- 2012: Die Hüter des Lichts (Rise of the Guardians)
- 2018: Spider-Man: A New Universe (Spider-Man: Into the Spider-Verse) (zusammen mit Bob Persichetti und Rodney Rothman)
- 2023: The Mandalorian (Staffel 3, Kapitel 21)
- 2023: Ahsoka (Staffel 1, Folge 4)

Als Second Unit Director
- 1993: Poetic Justice
- 1995: Higher Learning – Die Rebellen (Higher Learning)
- 1995: Tank Girl
- 1998: Godzilla

Als Storyboard Artist
- 1989: Nightmare on Elm Street 5 – Das Trauma (A Nightmare on Elm Street 5: The Dream Child)
- 1990: Predator 2
- 1995: Tank Girl
- 1996: Auge um Auge (Eye for an Eye)
- 1996: Independence Day
- 1997: Men in Black
- 1998: Godzilla
- 1999: Being John Malkovich
- 1999: Fight Club
- 2000: Der Grinch (How the Grinch Stole Christmas)
- 2000: Cast Away – Verschollen (Cast Away)
- 2001: A.I. – Künstliche Intelligenz (A.I. Artificial Intelligence)
- 2001: Das Halsband der Königin (The Affair of the Necklace)
- 2002: Panic Room
- 2002: Minority Report
- 2002: Adaption – Der Orchideen-Dieb (Adaption)
- 2003: The Core – Der innere Kern (The Core)
- 2004: Spartan
- 2018: Das Zeiträtsel (A Wrinkle in Time)